# كناش الحائك
كناش الحائك كتاب أغانٍ جمعه الموسيقي المغربي محمد بن الحسين الحائك نهاية القرن الثامن عاشر الميلادي. يعتبر من أمهات الكتب في طرب الآلة أي الموسيقى الأندلسية في المغرب.

## نبذة عن الكتاب
كناش الحائك هو  ديوان موسيقي وشعري مغربي، يُعد من أقدم وأهم المصنفات التي جمعت التراث الموسيقي الأندلسي المغربي المعروف بـطرب الآلة. جمعه الفقيه والموسيقي المغربي محمد بن الحسين الحائك التطواني في أواخر القرن الثامن عشر الميلادي، بطلب من السلطان العلوي سيدي محمد بن عبد الله، حفاظًا على هذا الموروث من الضياع.

## اهمية الكتاب
يُعتبر الكناش المرجع الأساسي في المغرب لتوثيق موسيقى الآلة الأندلسية، حيث يُستخدم كأداة تعليمية رئيسية من قبل العارفين بهذا الفن لضبط الأداء الصوتي وإتقان المقامات الموسيقية. كما يساهم الكناش في الحفاظ على جانب مهم من التراث الشعري المرتبط بالموسيقى الأندلسية.

## اثر كناش الحائك في الثقافة  والموسيقى المغربية
يُعد الكناش من الركائز الأساسية في نقل وتوثيق الموسيقى الأندلسية بالمغرب، حيث يشكل صلة وصل بين أصولها في الأندلس وصيغتها المغربية. اعتمد عليه العارفون بطرب الآلة في كبرى المدن المغربية مثل فاس وتطوان والرباط ومكناس وطنجة، ليكون مرجعًا معتمدًا في ضبط الأداء وتعليم المقامات.
على مستوى الممارسة الموسيقية، ساهم الكناش في توحيد الأداء بين المدارس الموسيقية الكبرى، وأصبح معتمدًا كأساس في مناهج تدريس طرب الآلة داخل معاهد الموسيقى المغربية منذ القرن العشرين. كما يُستخدم كمرجع رسمي في مختلف المهرجانات الوطنية المخصصة للموسيقى الأندلسية.

## المحتوى
الكتاب عبارة عن مجموعة من الأشعار المرتبطة بـ"النوبات" و"الطبوع"، وهي مقاطع موسيقية تقليدية شبيهة بالمواويل أو الموشحات، تُؤدى في إطار طرب الآلة الأندلسي. يتضمّن الكناش النصوص الشعرية التي تُغنّى في هذه النوبات، مع ذكر مؤلف كل طبع وأصله الجغرافي. وقد قام الحائك بجمع وتصنيف نحو 25 مقامًا موزعة على 11 نوبة موسيقية رئيسية.

## عناصر الكتاب
#تجميع نوبات طرب الآلة
جمع 11 نوبة أساسية في الموسيقى الأندلسية المغربية، مع ترتيب مقاطعها الشعرية والموسيقية بدقة.
# تدوين القصائد والموشحات
توثيق الأشعار المستعملة في النوبات، من قصائد صوفية وغزلية وأزجال، مع ذكر بعض الشعراء.
#حفظ المقامات الموسيقية
تحديد وضبط مقامات النوبات (الرصد، الحجاز المشرقي، الماية، الزايد، إلخ).
#تسجيل الإيقاعات والمراحل اللحنية
ترتيب المراحل مثل: المصدر، البسيط، البطايحي، القدام، الدرج، مع ضبط أنواع الإيقاع.
#توثيق التراث الأندلسي المغربي
ساهم في حماية الموسيقى الأندلسية في المغرب من الاندثار.
#مرجع رسمي للموسيقيين والمتعلمين
اعتُمد ككتاب تدريسي ومصدر رسمي للممارسين في الفرق الموسيقية والمدارس.
#توحيد المدارس الموسيقية المغربية
أسهم في توحيد أداء موسيقى الآلة بين مدارس فاس وتطوان والرباط.
#مكانة وطنية كموروث ثقافي
يُعد وثيقة تراثية وطنية مغربية مصنفة ضمن الذاكرة الموسيقية الرسمية.
#نقل التقاليد الشفوية إلى شكل مكتوب
حول الموروث الغنائي الشفهي إلى نص مدوَّن ومضبوط.
# مرجع أساسي في تعليم الموسيقى الأندلسية
لا يزال معتمدًا في المعاهد والمهرجانات الموسيقية حتى اليوم.

## الشعرية في الكتاب
- القصيدة العمودية التقليدية.
- الموشحات.
- الأزجال المغربية.
- نصوص ذات طابع صوفي غنائي وغزلي عذري.

## التنوع الموسيقي والادبي
- يحتوي الكناش على نصوص من الموشحات الأندلسية باللغة العربية الفصحى، وأحيانًا تضم أزجالاً باللهجة المغربية القديمة.

- يجمع بين التراث الأندلسي القادم من غرناطة وإشبيلية، وبين تأثيرات مغربية محلية تشكلت بعد الاستقرار في شمال المغرب.

## طبعات معاصرة للكتاب
- إلى جانب الطبعات الرسمية، توجد مخطوطات نادرة محفوظة في الخزانة الملكية بالرباط ومكتبات تطوان وفاس.

- قامت أكاديمية المملكة المغربية بإعادة تحقيقه ضمن مشروع حفظ التراث الموسيقي المغربي.

## إصدارات
أصدر للوزير محمد بن العربي الجامعي في بلاط السلطان الحسن الأول كتاب كناش الجامعي الذي بني على كناش الحائك. حرره عبد الكريم الرايس في إصدار تحت عنوان من وحي الرباب عام 1989.
الحاج إدريس بن جلون التويمي [فر] أيضا نشر دراسة وتحقيق لكتاب كناش الحائك.